# Storia dei Recabiti
La Storia dei Recabiti è un apocrifo dell'Antico Testamento scritto in greco  nel VI secolo d.C., probabilmente su prototesto giudaico perduto del I secolo d.C.
Il testo è composito. Descrive la lotta tra Gesù e il diavolo durante i 40 giorni nel deserto e la storia dei Recabiti al tempo del profeta Geremia (VII-VI secolo a.C.).

## Traduzioni
La prima traduzione in inglese del manoscritto etiopico è stata pubblicata da E. A. W. Budge nel 1896 (The Life and Exploits of Alexander the Great, vol. 2, pp. 555-584), mentre quello greco è stato tradotto per la prima volta da William Alexander Craigie (The Narrative of Zosimus Concerning the Life of the Blessed, ANF 10, pp. 220-224). Una traduzione in francese del manoscritto siriaco è stata pubblicata da François Nau (1864-1931) nel 1899 (Légende inédite des fils de Jonadab, fils de Réchab, et les Îles fortunées, REvue sémitique, pp, 136-146). La prima traduzione inglese del manoscritto siriaco è stata pubblicata da James H. Charlesworth nel 1985